# Марокканська арабська мова
Марокканська арабська мова, марокканська мова, марокканський діалект арабської мови (араб. العربية المغربية الدارجة), або також відома як Даріджа (араб. الدارجة) — є діалектною, просторічною формою арабської мови, поширеною в Марокко. Вона є частиною діалектного континууму магрибської арабської мови і як така певною мірою взаємно зрозуміла з алжирською арабською та меншою мірою з туніською арабською. Нею розмовляють понад 92 % населення Марокко.